# Sayama (Kyoto)
Pour les articles homonymes, voir Sayama (homonymie).
Sayama (佐山村, Sayama-mura) est un ancien village de la préfecture de Kyoto, ayant existé jusqu'au 1er octobre 1954, date de sa fusion avec le village de Mimaki pour créer le bourg de Kumiyama. Il faisait partie du district de Kuse. Il avait la particuliarité de posséder une exclave, celle de Kajiishi, constitué du mont Misato, un ancien fief du sanctuaire shinto Saguri-jinja (ja), à Sayama.

## Géographie

### Topographie et hydrographie
Sayama est situé dans le point le plus bas du bassin de Kyoto (ja), et est bordé par la rivière Kizu (木津川), qui y coule du sud-ouest au nord-ouest,. Une partie est située dans les remblais de l'ancien polder d'Oguraike (ja), mais Sayama constitue la partie la plus élevée de Kumiyama, Mimaki étant entièrement situé dans l'ancien polder. Sayama constitue désormais la frontière sud et ouest de Kumiyama. À sa fusion, Sayama occupait une superficie de 7,39 kilomètres carrés, séparés parmi les sept secteurs de Tai (65,7 hectares), Shimotsuya (66,0 hectares), Ichida (242,5 hectares), Sako (118,6 hectares), Hayashi (63,8 hectares), Sakae (榮) (20,3 hectares) et Sayama (162,1 hectares). L'exclave de Kajiishi (ou Uchimisatoyama (うち三郷山)) fait une superficie de 28,3 hectares.

### Géologie
La géologie de Sayama est alluviale, composée de dépôts de sable et d'argile provenant des inondations de l'Uji. Le sol de Sayama est principalement composé de sable et de gravier, suivi d'une couche de gleysol 80 centimètres en-dessous de la surface, puis d'une couche de sol de gleysol à texture fine. Sur le site de l'ancien aérodrome, la surface et la première couche de sol sont de couleur gris à gris-brun et sont suivis d'une couche de sol de basse-terre à texture semi-granuleuse.

### Villes limitrophes

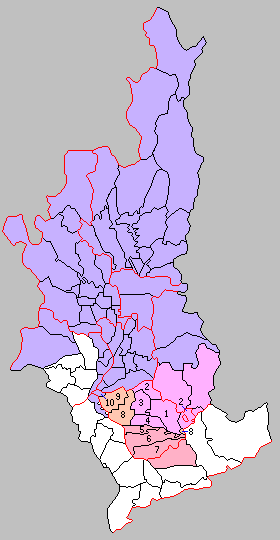
Localisation de Sayama dans le sud de la préfecture de Kyoto (numéroté 8).

Entités territoriales limitrophes à la date de la fusion du 1er octobre 1954,. Durant l'époque d'Edo, le village de Sayama est bordé au nord-est par Hayashi, à l'est par Ōkubo, à l'ouest par Shimotsuya et Tai, au nord par Sako, et au sud par le village de Kōzuya (上津屋村), plus tard absorbé par Kutsukawa. Le 1er juillet 1889, Sayama est entouré à partir de l'ouest, dans le sens horaire, des villages de Tsuzuki (ja) (都々城村) et de Mizu (ja) (美豆村), ainsi que l'exclave de Takahara (高原) du bourg de Yawata (八幡町), tous trois du district de Tsuzuki, du village de Mimaki (御牧村), du même district de Kuse, du village de Mukaijima (ja) (向島村), du district de Kii (ja), des villages de Makishima (ja) (槇島村), Ogura (ja) (小倉村), Ōkubo (ja) (大久保村) et de Kutsukawa (ja) (久津川村), tous quatre du même district de Kuse,. L'exclave de Kajiishi est quant à elle bordée à partir de l'ouest, en sens horaire, du village de Terada (ja) (寺田村), du bourg d'Uji (ja) (宇治町) et du village de Makishima, tous trois du district de Kuse, ainsi que du village de Tawara (ja) (田原村), du district de Tsuzuki. Le 1er avril 1931, Mukaijima est fusionné à la ville de Kyoto avec plusieurs autres municipalité, devenant l'arrondissement de Fushimi (伏見区). Le 1er avril 1935, Mizu est intégré au bourg de Yodo. Le 1er mars 1951, Uji, Ōkubo, Makishima, Ogura et le bourg de Higashiuji (ja) (東宇治町), du district d'Uji (ja) fusionnent pour former la ville d'Uji (宇治市), tandis que le 1er avril, Terada, Kutsukawa et deux autres villages fusionnent pour former le bourg de Jōyō (城陽町).

## Histoire
Sayama semble avoir été habité très tôt, dans une région centrée sur le polder d'Oguraike. La riziculture y était florissante. Des artéfacts de la période Yayoi ont été notamment mis au jour au site d'Ichida Saitōbō (市田斉当坊遺跡), suggérant la possibilité qu'un village y ait prospéré durant la période Yayoi moyenne.
Durant la période Heian (794-1185), la région est fortement influencée par la cour impériale, qui établit dans l'actuel Sayama un mikuriya (ja), un type de site pour effectuer des offrandes. Plusieurs sculptures bouddhiques datant des époques de Muromachi et de Kamakura sont présentes à Sayama, dont un Yakushi Nyōrai assis au temple Shōmyō-ji et un Kan'non debout au Jōan-ji. Au Moyen Âge, la famille Yamada devient très influente, détenant les droits de pêche du lac d'Oguraike et agissant à titre de chef régional. En 1594, Toyotomi Hideyoshi construit le château de Fushimi et détourne le fleuve Uji du lac d'Oguraike vers Fushimi et construit des remblais tout autour du lac, permettant d'agrandir la superficie arable et habitable de la région. Cependant, la région devient en proie à des inondations périodiques jusqu'à l'ère Meiji (1868-1912). L'enclave de Kajiishi, à environ 5 kilomètre à l'est de Sayama et environ 6 kilomètres du sanctuaire shinto Saguri-jinja (ja), était un ancien territoire du sanctuaire, sur le mont Misato (三郷山), où se trouvait un sanctuaire portable. Jusqu'à la période moderne, la montagne est administrée conjointement par les villages de Sako, Sayama et Hayashi, et il probable que cela est dû au fait que les habitants du mont Misato aient émigré dans ces trois villages. Même après l'expropriation des territoires des sanctuaires shinto et des temples bouddhistes, Kajiishi est resté une exclave administré par Sayama,. Dans le Kyōto-fu Chishi (京都府地誌) de 1870, Sayama est mentionné comme étant un village près de Kaminotsubo (上ノ坪), mesurant 4 jō d'est en ouest et treize ken du nord au sud. Dans les temps anciens, selon le Wamyō ruijushō, Sayama aurait fait partie du comté de Kuse, soit dans les cantons de Hakuri (羽栗郷), de Hayashi (拝志郷) ou de Nakuri (殖栗郷).
Le territoire de Sayama est originellement composé de six villages, ceux de Ichida (市田村), Tai (田井村), Shimotsuya (下津屋村), Sako (佐古村), Sayama (佐山村) et Hayashi (林村) tous administrés par le shogunat dans le domaine de Yodo,. Avec l'abolition du système han le 29 août 1871, les six villages rejoignent la préfecture de Yodo (淀県), fusionné à la préfecture de Koizumi et au fu de Kyoto pour créer le préfecture de Kyoto le 25 décembre de la même année. Sous un système d'administration par chef de famille instauré en 1884, les six villages sont administrés par un seul chef de famille installé à Sayama. Le 1er avril 1889, à l'adoption de la loi municipale moderne (ja), le village de Sayama est créé par la fusion de ceux d'Ichida, Tai, Shimotsuya, Sako, Sayama et Hayashi,.
En 1940, la construction d'un aérodrome civil, où se déroulait la formation de pilotes civils, est entamé sur les terres agricoles de Sayama et du village voisin de Mimaki,. En 1941, le remblayage du polder d'Oguraike (ja) (巨椋池) et de ceux d'Ōuchi (大内池) et de Nakauchi (中内池) confèrent à Sayama son étendue actuelle. Durant la Seconde Guerre mondiale, les instructeurs civils de l'aérodrome de Kyoto sont déployés au champ de bataille. En 1945, à la fin de la guerre, l'aérodrome est démantelé et converti en zone industrielle, tandis que les pistes sont transformées en canaux d'irrigation. En mai 1947, le collège municipal de Yodo (ja) (久世郡淀町・御牧村・佐山村事務組合立淀中学校) ouvre à Mimaki dans le secteur de Shimata, opéré par les municipalités de Mimaki, Sayama et Yodo. Les trois municipalités étant très proches, il est décidé dès 1949 d'ouvrir un comité sur la fusion des trois municipalités, pour alléger le fardeau financier et confronter les difficultés communes. En août 1954, il est décidé de fusionner Mimaki, Sayama et Yodo, mais les citoyens de Yodo étant indécis sur le fait de rester indépendant, fusionner avec les voisines Mimaki et Sayama ou encore avec Kyoto, Mimaki et Sayama décident de fusionner tout de même sans Yodo le 26 août. Le 13 septembre, une demande est soumise à l'assemblée préfectorale, et après un vote le 22 septembre, le 24 septembre, une notice d'approbation est publiée. Le 1er octobre 1954, la fusion de Mimaki et de Sayama pour créer le bourg de Kumiyama (久御山町) est effectuée, et Sayama cesse alors d'exister en tant que municipalité indépendante,,,,.

## Démographie
Au recensement municipal de 2019, Sayama avait une population de 12 023 habitants.

## Éducation
On y trouve l'école primaire de Sako (佐古小学校), renommée Sayama après la fusion.

## Transports
Sayama est traversée la route préfectorale 15 (ja), ouverte le 20 janvier 1954 et reliant Uji à Yodo.

## Culture et patrimoine
Parmi les lieux d'intérêts à Sayama sont :
- Saguri-jinja (ja) (雙栗神社)
- Shōmyō-ji (称名寺)
- Daikō-ji (大光寺)
- Jōan-ji (浄安寺)
- Shingyūseki-jinja (神牛石神社)

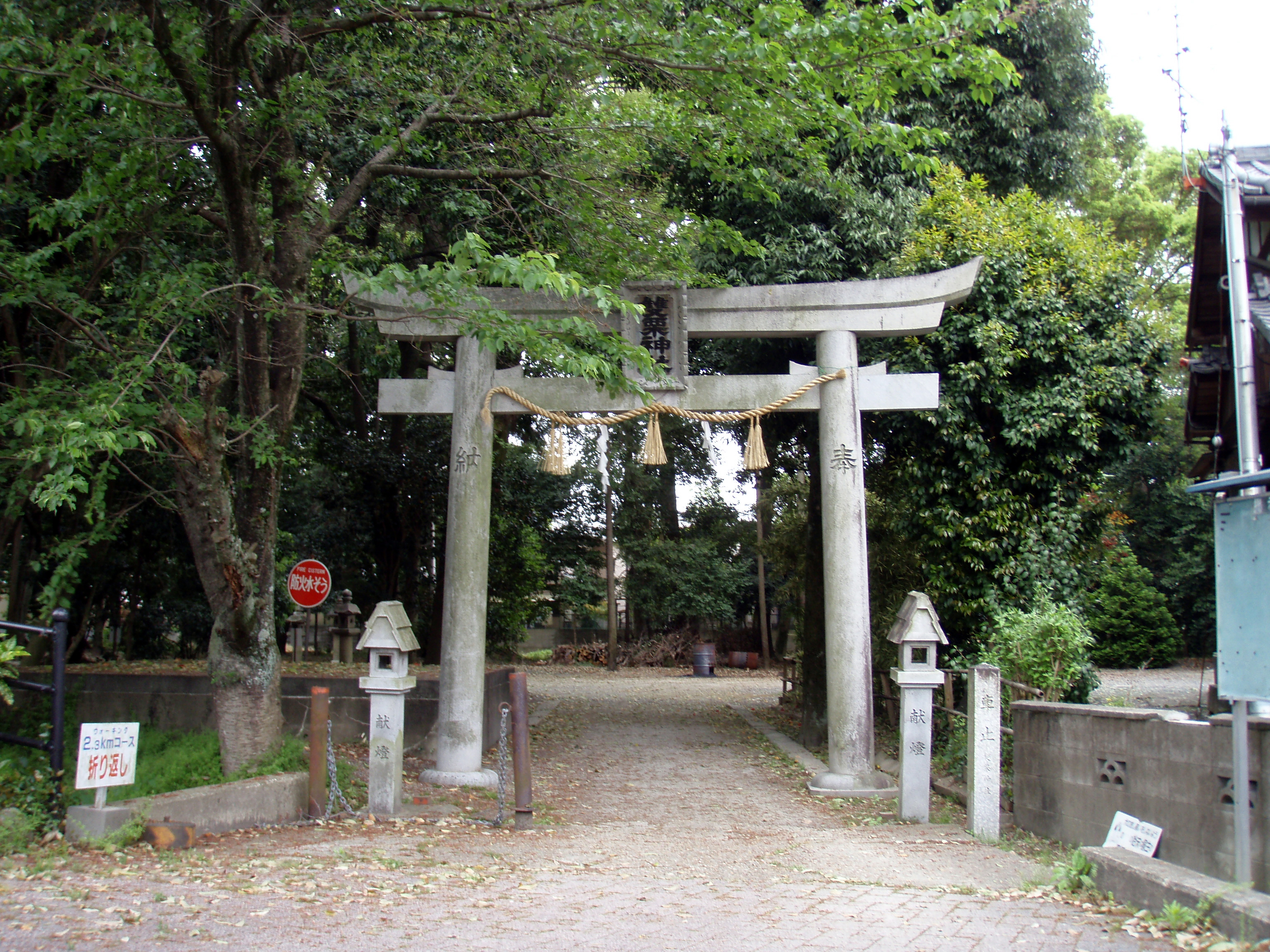
Torii du Saguri-jinja.

- Le pont de Kōzuya (ja) (上津屋橋), suivant la technique vieille de plus d'un millénaire du Nagarebashi (ja) (流れ橋), et la culture du thé de bord de rivière « Hamacha » (浜茶)
- Sen'nen-ji (専念寺)
- Arami-jinja (荒見神社)[17]
- Muroki-jinja (室城神社)
- Kōshō-ji (迎接寺)
- Empuku-ji (円福寺)